# Sleuth (1972)
Sleuth is een speelfilm uit 1972 naar het gelijknamige toneelstuk van Anthony Shaffer uit 1970. Voor regisseur Joseph L. Mankiewicz betekende de film de kroon op een carrière die eerder onder meer All About Eve en Cleopatra (met Elizabeth Taylor en Richard Burton) had voortgebracht.

## Productie
Vanwege het grote succes van de theatervoorstelling was Shaffer in eerste instantie niet enthousiast over het idee om de filmrechten af te staan, maar nadat Mankiewicz hem overtuigd had van de goede zaak, schreef hij een zeer getrouw screenplay. Op de podia in Londen en Broadway werden de hoofdrollen van Andrew Wyke en Milo Tindle gespeeld door Anthony Quayle en Keith Baxter. Shaffer schreef de bewerking ook met Quayle in gedachten, en met Alan Bates voor de tegenspeler. Mankiewicz opteerde voor Laurence Olivier, hoewel hij met zijn 65 jaar tamelijk oud was voor de rol en hij het toneelstuk had afgedaan als een "piece of piss", en Michael Caine.
De inspiratie voor het toneelstuk, winnaar van de Tony Award for Best Play in 1971, had Shaffer opgedaan bij Stephen Sondheim, die hij een obsessie voor het spelen van spelletjes toedichtte. Maar "If it's only a game, why the blood?". Op de filmposter werd de kijker nieuwsgierig gemaakt met de vraag "If it was murder, where 's the body?". Een andere tagline luidde: "Think of the perfect crime... Then go one step further."
.
Het is moeilijk om de film goed te bespreken zonder de vele intrigerende wendingen te verraden. Net als bij het originele toneelstuk staan er mensen op de titelrol die helemaal niet meespelen. Eve Channing bestaat net zomin als Marguerite Wyke, haar naam is een knipoog naar Eve Harrington en Margot Channing, de hoofdpersonages in All About Eve. In het verhaal is zij bovendien slechts aanwezig als een schilderij aan de muur, nauwelijks opvallend tussen de myriaden buitengewoon speelse decorstukken waarmee ontwerper Ken Adam de acteurs en de kijkers telkens op het verkeerde been zet. Waar het toneelstuk in vorm en inhoud de grenzen tussen de werkelijkheid en de voorstelling verkent, tilt Adam de onbestaanbare wereld van het toneelpodium naar de nog abstractere wereld op het platte filmdoek. Het gevoel van vervreemding wordt versterkt door de schijnbaar terloopse camerawendingen en het doolhof van stille weerspiegelingen en verwijzingen die overal in woord en beeld opduiken. Model voor het portret van mevrouw Wyke stond overigens een foto van een levensechte Joanne Woodward, de tweede vrouw van Paul Newman.

## Versies
De film ging in première in de Verenigde Staten op 10 december 1972, Nederland volgde 26 december 1973.
Begin 2002 werd de film op dvd uitgebracht. Als bonusmateriaal werden twee trailers en een interview met de auteur bijgevoegd, waarin deze zijn aanvankelijke reserves omtrent de verfilming niet verzwijgt, maar toch ook zijn uiteindelijke tevredenheid met het resultaat uitspreekt.
In Nederland en Vlaanderen werd de film destijds uitgebracht als De speurhond. De Spaanse titel La huella is in vertaling "het spoor", maar de Franse titel Le Limier oftewel "de bloedhond" blijft dichter bij het origineel. De Portugese vertaling legt de vinger op de zere plek: Jogo mortal betekent "ik speel dodelijk" of "dodelijk spel".
In 2007 verschijnt een gelijknamige remake van Kenneth Branagh met een screenplay van Harold Pinter. Jude Law (die tevens optreedt als de producent) speelt daarin Tindle en Michael Caine de rol van Wyke.

## Rolverdeling
| Acteur           | Personage                  |
| ---------------- | -------------------------- |
| Laurence Olivier | Andrew Wyke                |
| Michael Caine    | Milo Tindle                |
| Alec Cawthorne   | Inspector Doppler          |
| John Matthews    | Detective Sergeant Tarrant |
| Eve Channing     | Marguerite Wyke            |
| Teddy Martin     | Police Constable Higgs     |

## Prijzen
De film werd genomineerd voor vier Academy Awards:
- Laurence Olivier - Best Actor in a Leading Role
- Michael Caine - Best Actor in a Leading Role
- Joseph L. Mankiewicz - Best Director
- John Addison - Best Music, Original Dramatic Score

Addisson werd genoemd nadat Nino Rota's nominatie voor de muziek van The Godfather was ingetrokken toen bleek dat die zich had gebaseerd op een oudere filmscore.
De film werd ook genomineerd voor vier BAFTA Awards:
- Laurence Olivier - Best Actor
- Ken Adam - Best Art Direction
- Oswald Morris - Best Cinematography
- Anthony Shaffer - Best Screenplay

Ook drie Golden Globes bleven onverzilverd. Olivier was daarentegen wel de Best Actor volgens de welhaast even prestigieuze New York Film Critics Circle, en Caine won als Best Actor een Evening Standard British Film Award. Shaffer won een Edgar Award (genoemd naar Edgar Allan Poe) voor het mysterieuze screenplay.